# 吴村镇 (临汾市)
吴村镇，是中华人民共和国山西省临汾市尧都区下辖的一个乡镇级行政单位。

## 行政区划
吴村镇下辖以下地区：
孙曲村、王曲村、南太涧村、北太涧村、吴南村、吴北村、邰村、东太明村、南王村、屯里村、洪堡村、乔化村、东郭村、徐村、上太明村和永胜村。